# Lista över fornlämningar i Ulricehamns kommun (Kölingared)
Lista över fornlämningar i Ulricehamns kommun (Kölingared) är en förteckning av ett urval av de fornlämningar som finns i Kölingared i Ulricehamns kommun.
| Namn                          | Lämningstyp      | Tillkomsttid | Historisk indelning       | Plats | Läge                 | ID-nr          | Bild                                 |
| ----------------------------- | ---------------- | ------------ | ------------------------- | ----- | -------------------- | -------------- | ------------------------------------ |
| Kölingared 1:1                | Stensättning     |              | Kölingared, Västergötland |       | 57.852307, 13.726793 | 10171600010001 | Ladda upp en bild av detta fornminne |
| Kölingared 1:2                | Röse             |              | Kölingared, Västergötland |       | 57.852613, 13.726257 | 10171600010002 | Ladda upp en bild av detta fornminne |
| Kölingared 6:1                | Stenkrets        |              | Kölingared, Västergötland |       | 57.893188, 13.704249 | 10171600060001 | Ladda upp en bild av detta fornminne |
| Kölingared 7:1                | Stensättning     |              | Kölingared, Västergötland |       | 57.894635, 13.704888 | 10171600070001 | Ladda upp en bild av detta fornminne |
| Kölingared 9:1                | Stensättning     |              | Kölingared, Västergötland |       | 57.892293, 13.705049 | 10171600090001 | Ladda upp en bild av detta fornminne |
| Kölingared 10:1               | Stensättning     |              | Kölingared, Västergötland |       | 57.892561, 13.710202 | 10171600100001 | Ladda upp en bild av detta fornminne |
| Kölingared 12:1               | Stensättning     |              | Kölingared, Västergötland |       | 57.907653, 13.625131 | 10171600120001 | Ladda upp en bild av detta fornminne |
| Kölingared 12:2               | Stensättning     |              | Kölingared, Västergötland |       | 57.907527, 13.625216 | 10171600120002 | Ladda upp en bild av detta fornminne |
| Klockhöljan (Kölingared 13:1) | Begravningsplats |              | Kölingared, Västergötland |       | 57.908525, 13.606265 | 10171600130001 | Ladda upp en bild av detta fornminne |
| Kölingared 14:1               | Stenkrets        |              | Kölingared, Västergötland |       | 57.908544, 13.602947 | 10171600140001 | Ladda upp en bild av detta fornminne |
| Kölingared 15:1               | Röse             |              | Kölingared, Västergötland |       | 57.904917, 13.604289 | 10171600150001 | Ladda upp en bild av detta fornminne |
| Kölingared 15:2               | Röse             |              | Kölingared, Västergötland |       | 57.905018, 13.604367 | 10171600150002 | Ladda upp en bild av detta fornminne |
| Kölingared 16:1               | Hällristning     |              | Kölingared, Västergötland |       | 57.909447, 13.668056 | 10171600160001 | Ladda upp en bild av detta fornminne |
| Galgbacken (Kölingared 19:1)  | Stensättning     |              | Kölingared, Västergötland |       | 57.907159, 13.605355 | 10171600190001 | Ladda upp en bild av detta fornminne |
| Kölingared 28:1               | Röse             |              | Kölingared, Västergötland |       | 57.902542, 13.604550 | 10171600280001 | Ladda upp en bild av detta fornminne |
| Kölingared 28:2               | Röse             |              | Kölingared, Västergötland |       | 57.902168, 13.604826 | 10171600280002 | Ladda upp en bild av detta fornminne |
| Kölingared 29:1               | Stensättning     |              | Kölingared, Västergötland |       | 57.907531, 13.601051 | 10171600290001 | Ladda upp en bild av detta fornminne |
| Kölingared 29:2               | Stensättning     |              | Kölingared, Västergötland |       | 57.907656, 13.600980 | 10171600290002 | Ladda upp en bild av detta fornminne |
| Kölingared 29:3               | Stensättning     |              | Kölingared, Västergötland |       | 57.907788, 13.600860 | 10171600290003 | Ladda upp en bild av detta fornminne |
| Kölingared 75:1               | Stensättning     |              | Kölingared, Västergötland |       | 57.867776, 13.719408 | 10171600750001 | Ladda upp en bild av detta fornminne |
| Kölingared 83:1               | Röse             |              | Kölingared, Västergötland |       | 57.930466, 13.680812 | 10171600830001 | Ladda upp en bild av detta fornminne |
| Kölingared 89:2               | Stensättning     |              | Kölingared, Västergötland |       | 57.915576, 13.693666 | 10171600890002 | Ladda upp en bild av detta fornminne |
| Kölingared 91:1               | Gravfält         |              | Kölingared, Västergötland |       | 57.916999, 13.679828 | 10171600910001 | Ladda upp en bild av detta fornminne |
| Kölingared 92:1               | Stensättning     |              | Kölingared, Västergötland |       | 57.872817, 13.719049 | 10171600920001 | Ladda upp en bild av detta fornminne |
| Kölingared 94:1               | Stensättning     |              | Kölingared, Västergötland |       | 57.893905, 13.639970 | 10171600940001 | Ladda upp en bild av detta fornminne |